# حاجی‌مراد گاتسالوف
حاجی‌مراد سلطانوویچ گاتسالوف (به روسی: Хаджимурат Солтанович Гацалов) (زادهٔ ۱۱ دسامبر ۱۹۸۲) کشتی‌گیر اوستیایی‌تبار اهل روسیه است که یکی از برترین کشتی‌گیران در دههٔ ۲۰۰۰ جهان محسوب می‌شود. گاتسالوف در دو دستهٔ سنگین‌وزن و فوق سنگین‌وزن کشتی آزاد برندهٔ مدال طلای المپیک ۲۰۰۴ آتن؛ قهرمان پنج دورهٔ مسابقات قهرمانی کشتی جهان (۲۰۰۵، ۲۰۰۶، ۲۰۰۷، ۲۰۰۹، ۲۰۱۳) و نایب‌قهرمان این مسابقات در ۲۰۱۰ و نیز قهرمان سه دورهٔ مسابقات قهرمانی کشتی اروپا (۲۰۰۳، ۲۰۰۴، ۲۰۰۶) است.

## فعالیت در کشتی
گاتسالوف درحالی‌که در سال‌های ۲۰۰۳ و ۲۰۰۴ قهرمان کشتی اروپا شده بود، به عنوان ملی‌پوش روسیه در دستهٔ ۹۶ ک‌گ در المپیک ۲۰۰۴ آتن حضور یافت. او الدار کورتانیدزه گرجی که قهرمان سال ۲۰۰۳ جهان بود را مغلوب کرد و سپس در نیمه‌نهایی دانیل کورمایر آمریکایی را شکست داد و به فینال رسید. او در دیدار نهایی نیز محمد ابراهیموف از ازبکستان را ۴–۱ برد و به مدال طلا رسید.
او در قهرمانی جهان ۲۰۰۷ باکو تمامی حریفانش را در حالیکه روزه بود شکست داد و به قهرمانی رسید. در فینال مسابقات قهرمانی کشور روسیه ۲۰۰۸ او در یک رقابت نزدیک به شیروانی مرادوف باخت و مرادوف جانشین گاتسالوف در المپیک ۲۰۰۸ پکن شد و به قهرمانی المپیک در این دسته رسید اما در سال ۲۰۰۹ گاتسالوف توانست با شکست رقبایش دوباره دوبنده تیم ملی را کسب کند و در قهرمانی کشتی جهان ۲۰۰۹ مدال طلا و در قهرمانی کشتی جهان ۲۰۱۰ مدال نقره را کسب کند.
در قهرمانی جهان ۲۰۱۱ استانبول، گاتسالوف که با دوران اوج خود فاصله داشت و افول کرده بود به تیموراز تیگیف از قزاقستان باخت و حذف شد. در سال ۲۰۱۲، او در انتخابی روسیه از عبدالسلام گادیسف در رقابتی که بسیار مورد توجه قرار گرفت شکست خورد و از راهیابی به المپیک ۲۰۱۲ لندن بازماند اما در سال ۲۰۱۳ او به یک وزن بالاتر در ۱۲۰ کیلوگرم رفت و در قهرمانی کشتی روسیه به قهرمانی رسید.
در قهرمانی کشتی جهان ۲۰۱۳ بوداپست او در نیمه‌نهایی گنو پتریاشویلی از گرجستان را که در آینده چندین دوره قهرمان شد را ضربه فنی کرد و در فینال نیز آلن زاسایف اوکراینی را شکست داد تا اینبار در دستهٔ فوق سنگین‌وزن قهرمان جهان شود و پنجمین مدال طلای جهان را از آن خود کند.
او در قهرمانی کشتی جهان ۲۰۱۴ تاشکند نیز ملی‌پوش روسیه در ۱۲۵ کیلوگرم بود که به مدال برنز رسید. او در سال ۲۰۱۴ پیش از رقابت جان جونز و دانیل کورمایر، در رقابت‌های یواف‌سی ۱۸۲ با کورمایر تمرین مشترک انجام داد و به رقیب پیشین خود کمک کرد.